# Juan Pablo Francia
Juan Pablo Francia (San Francisco, Provincia de Córdoba, Argentina; 3 de diciembre de 1984) es un exfutbolista argentino. Jugaba como mediocampista ofensivo o enganche y su primer equipo fue Girondins de Burdeos de Francia. Su último club antes de retirarse fue Sportivo Belgrano.

## Trayectoria
Nacido el 3 de diciembre de 1984 en San Francisco, Francia comenzó su carrera en Sportivo Belgrano. Y sus buenas condiciones técnicas, su precisa pegada y su capacidad goleadora llamaron la atención de los reclutadores europeos, siempre con las antenas paradas en busca de juveniles promesas.
A los 15 años, luego de haber desechado una oferta del Benfica de Portugal, se fue de su San Francisco natal para incorporarse a las divisiones inferiores del Girondins de Bordeaux, donde se convirtió en una de las máximas promesas de la Ligue 1.
Su aparición en la primera división gala fue el 5 de mayo de 2002, en la victoria 2-1 del Girondins ante Nantes. Jugó más de 80 partidos marcó 11 goles y ganó la Copa de Francia. En 2007 fue compañero de Fernando Cavenaghi (el día que jugó ante River le mandó una camiseta a través de un utilero). Compartió cartelera con grandes figuras, como Marouane Chamakh y Yoann Gourcuff.
El futbolista estaba instalado en el mercado europeo, jugaba en un equipo donde era muy apreciado, y le auguraban muchos años en la elite del Viejo Continente. Un día, antes del comienzo de la temporada 2007/2008, armó las maletas y regresó a San Francisco en Argentina. “Me cansé de estar lejos de mi lugar. Me fui muy chico y extrañaba mi familia, mis amigos, todo...", contó en una entrevista televisiva.
El 19 de octubre de 2007 se anunció que Juan Pablo emigraba a préstamo a Sportivo Belgrano, el club donde lo vio nacer. Más tarde con la "Verde", Juampi consigue el ascenso, en junio de 2009, al Torneo Argentino A (Tercera división del fútbol en la Argentina). El sanfrancisqueño totalizó 33 partidos y convirtió 11 goles, siendo el goleador del equipo junto a Lucas "Tecla" Farías.
El 30 de junio de 2013, Francia consigue el ascenso al Torneo Nacional B tras el empate, en condición de local en tiempo de descuento ante Santamarina de Tandil. Es considerado un ídolo del club. A lo largo de la temporada, Francia jugó 38 partidos y convirtió 13 goles, siendo el segundo máximo goleador del elenco comandado por Carlos Mazzola.
Ya en la B Nacional, el 8 de diciembre de 2013 convierte un gol olímpico frente a Atlético Tucumán, aunque no le alcanzó, ya que su equipo terminó perdiendo por 3-2. 
Posteriormente pasó por Club Atlético Talleres para jugar el Torneo Federal A, logrando el ascenso a la B Nacional.
En 2015, descartando la posibilidad de quedarse un año más en el club albiazul, decide volver a Sportivo Belgrano.
Tras su retiro en 2021, el estadio de Sportivo Belgrano llevará su nombre.

## Clubes
| Club                 | País      | Año       |
| -------------------- | --------- | --------- |
| Girondins de Burdeos | Francia   | 2002-2007 |
| Sportivo Belgrano    | Argentina | 2007-2014 |
| Talleres de Córdoba  | Argentina | 2015      |
| Sportivo Belgrano    | Argentina | 2016-2021 |

## Palmarés

### Campeonatos nacionales
| Título           | Club                | País      | Año  |
| ---------------- | ------------------- | --------- | ---- |
| Torneo Federal A | Talleres de Córdoba | Argentina | 2015 |

### Otros logros
| Título                  | Club              | País      | Año  |
| ----------------------- | ----------------- | --------- | ---- |
| Ascenso al Argentino A  | Sportivo Belgrano | Argentina | 2009 |
| Ascenso a la B Nacional | Sportivo Belgrano | Argentina | 2013 |